# Adrián Pedrozo Castillo
Adrián Pedrozo Castillo (Zitácuaro, Michoacán; 8 de julio de 1948) es un político mexicano, fundador y actual dirigente de la organización sindical Alianza Democrática en el Sindicato de Trabajadores de la Universidad Nacional Autónoma de México.
Es licenciado en Administración de Empresas egresado de la Universidad Nacional Autónoma de México, inició sus actividades políticas participando en el movimiento estudiantil de 1968 y posteriormente en actividades sindicales dentro del STUNAM, de donde ha ocupado cargos en el Comité Ejecutivo desde 1979. Fue miembro del Partido Comunista Mexicano, del Partido Socialista Unificado de México y del Partido de la Revolución Democrática.
En 1994 es candidato por parte de Alianza Democrática a la Secretaría General del STUNAM. 
De 2003 a 2006 fue diputado a la Asamblea Legislativa del Distrito Federal por el XXXI Distrito Electoral Local del Distrito Federal y de 2006 a 2009 fue diputado federal por el XXIII Distrito Electoral Federal del Distrito Federal a la LX Legislatura, donde ocupó los cargos de secretario de la Comisión de Educación Pública y Servicios Educativos, y miembro de las de Seguridad Social y la de Trabajo y Previsión Social.
Actualmente, es Consejero Universitario de la UNAM y continúa militando dentro del STUNAM.